# Antonio Bruschini
Pour les articles homonymes, voir Bruschini.
Antonio Bruschini est un critique cinématographique et essayiste italien né à Florence (Toscane) le 28 mars 1956 et mort dans la même ville le 30 mai 2011.

## Biographie
Il a commencé à écrire en tant que journaliste de cinéma pour La Gazzetta di Firenze en 1988. Il a écrit des essais et publié des articles dans des revues spécialisées comme Nocturno, Amarcord, et Nosferatu, transférant à la non-fiction et au journalisme sa passion centrée sur le cinéma de genre italien,, c'est-à-dire le fantastique, l'érotique, le western spaghetti, l'épouvante, le giallo, le péplum et le mondo.
En 1990, Bruschini commence à travailler sur la revue Nosferatu, publiée par Edizioni Acme (qui deviendra plus tard Coniglio éditeur). À cette occasion, il rencontre Antonio Tentori. La rencontre concomitante avec Luigi Bernardi (it) donne naissance aux trois premiers volumes d'une longue série de livres écrits à quatre mains par Tentori et Bruschini et consacrés à la redécouverte du cinéma de genre italien et de ses caractéristiques stylistiques, : Profonde tenebre. Il cinema thrilling italiano 1962-1982 (1992), Malizie perverse. Il cinema erotico italiano (1993) et Mondi incredibili. Il cinema fantastico-avventuroso italiano (1994). Après la fermeture de Granata Press, Bruschini a continué à signer des ouvrages faisant autorité sur le cinéma pour des éditeurs spécialisés, certains publiés à titre posthume. En 1996, il publie l'essai Horror all'italiana. 1957-1979 avec une préface de Barbara Steele et une postface d'Antonio Margheriti. En 1998, toujours chez Tentori, il publie Western all'italiana, The specialists, sur le western spaghetti, avec une préface de Franco Nero, tandis que pour le deuxième des volumes de Glittering Images consacré au western spaghetti, Western all'italiana - The wild, the sadist and the outsiders, la préface est de Giulio Questi.
Bruschini appréciait particulièrement le cinéma de Pupi Avati, dont il était le correspondant. Avati a ensuite signé l'introduction du livre de Bruschini et Tentori Operazione paura - I registi del gothico italiano,. Enzo G. Castellari a en revanche rédigé la préface de l'essai sur le cinéma poliziottesco.
Il était professeur de scénario de film à l'École nationale du cinéma indépendant de Florence, et collectionneur de films, surtout italiens. Les matériaux de sa collection et ses manuscrits sont allés constituer le fonds Antonio Bruschini à la Mediateca Toscana de Florence.
Il a été un collaborateur du Fantafestival de Rome ; le catalogue de l'édition 2015 présente son analyse approfondie des films d'épouvante italiens.

## Œuvres
- Auteurs mutiples, Diva obsexion. Studio, ricerca et documentazione sull'immaginario della fille en péril, Glittering Images, 1991.  (ISBN 8882750108)
- Antonio Bruschini et Antonio Tentori, Profonde tenebre. Il cinema thrilling italiano 1962-1982, Granata Press, 1992.  (ISBN 9788872480397)
- Antonio Bruschini et Antonio Tentori, Malizie perverse. Il cinema erotico italiano, Granata press, 1993.  (ISBN 9788872480786)
- Antonio Bruschini et Antonio Tentori, Mondi incredibili. Il cinema fantastico-avventuroso italiano, Granata press, 1994.  (ISBN 9788872481097)
- Antonio Bruschini, Horror all'italiana. 1957-1979, Glittering Images, 1996.  (ISBN 9788882750237)
- Antonio Bruschini et Igor Molino, Made in hell. A pictorial voyage through the Italian horror, Il Molino, 1997.
- Antonio Bruschini et Antonio Tentori, Operazione paura. I registi del Gotico italiano, PuntoZero, 1997.  (ISBN 9788886945066)
- Antonio Bruschini et Antonio Tentori, Città violente. Il cinema poliziesco italiano, Tarab, 1998.  (ISBN 9788886675529)
  - Antonio Bruschini et Antonio Tentori, Città violente. Il cinema poliziesco italiano. Vol I, Mondo Ignoto, 2004.  (ISBN 8889084448)
  - Antonio Bruschini et Antonio Tentori, Città violente. Il cinema poliziesco italiano. Vol II, Mondo Ignoto, 2005.  (ISBN 888908443X)
- Antonio Bruschini, Antonio Tentori et Stefano Piselli, Western all'italiana, The specialists. Vol I  Glittering Images, 1998.  (ISBN 8882750345)
- Antonio Bruschini et Antonio Tentori, Nudi e crudeli. I mondo movies italiani, PuntoZero, 2000.  (ISBN 9788886945295)
  - Antonio Bruschini et Antonio Tentori, Nudi e crudeli. I mondo movies italiani, Bloodbuster, 2013.  (ISBN 9788890208768)
- Antonio Bruschini et Antonio Tentori, Profonde tenebre. Dalle origini al 1982, Profondo rosso, 2001.  (ISBN 9788889084168)
- Antonio Bruschini et Antonio Tentori, Sotto gli occhi dell'assassino. Il cinema giallo e thrilling italiano dal 1983 al 2001, Profondo rosso, 2001.  (ISBN 9788889084175)
- Antonio Bruschini, Federico De Zigno et Stefano Piselli, Western all'italiana - The wild, the sadist and the outsiders. Vol. II, vol. III, Glittering Images, 2001 (ISBN 8882750442, lire en ligne)
- Antonio Bruschini et Antonio Tentori, Lucio Fulci. Il poeta della crudeltà, 2004, Mondo Ignoto.  (ISBN 9788889084250)
  - Antonio Bruschini et Antonio Tentori, Lucio Fulci. Poet of cruelty, Profondo Rosso, 2012.
- Antonio Bruschini et Federico De Zigno, Western all'italiana. 100 more must-see movies with a complete Eurowestern film guide. Vol III, Glittering images, 2006 (ISBN 8882750515, lire en ligne)
- Antonio Bruschini et Stefano Piselli, 1970s Italian sexy horror. Weirdly erotic terror movies from cineromanzi starring Rosalba Neri and other luscious beauties of cinema bis, Glittering images, 2007.  (ISBN 9788882750664)
- Antonio Bruschini, Stefano Piselli et Riccardo Morrocchi, Cinefumetto. Nerosexy, fantastique, western, saderotik. Estetica pop italiana. 1960-1973. Glittering Image, 2008,  (ISBN 9788882750671)
- Antonio Bruschini et Stefano Piselli, Giallo & thrilling all'italiana (1931-1983), Glittering images, 2010.  (ISBN 9788882750497)
- Antonio Bruschini et Antonio Tentori, Guida al cinema giallo-thrilling made in Italy, Profondo rosso, 2010.  (ISBN 9788895294339)